# Ольшов
Ольшов (словац. Oľšov) — село в Словаччині, Сабинівському окрузі Пряшівського краю. Розташоване в північно-східній частині Словаччини на межі Шариської височини та Левоцьких гір в долині потока Гановець (словац. Hanovec).
Уперше згадується у 1309 році.
У селі є римо—католицький костел з 2002 року на місці старішого костела, вперше сільський костел згадується у 1330 році.

## Населення
| Рік:            | 1994. | 2004.    | 2014.   | 2024.   |
| --------------- | ----- | -------- | ------- | ------- |
| Кількість осіб: | 359   | 407      | 396     | 366     |
| Різниця:        |       | +13,37 % | -2,70 % | -7,57 % |

| Рік:            | 2023. | 2024.   |
| --------------- | ----- | ------- |
| Кількість осіб: | 364   | 366     |
| Різниця:        |       | +0,54 % |

У селі проживає 410 осіб.
Національний склад населення (за даними останнього перепису населення — 2001 року):
- словаки — 98,56 %.

Склад населення за приналежністю до релігії станом на 2001 рік:
- римо-католики — 97,60 %,
- греко-католики — 0,24 %,
- не вважають себе вірянами або не належать до жодної вищезгаданої конфесії — 2,16 %.